# Orthoniaí
Orthoniaí (Orthonies) är en ort i Grekland.   Den ligger i prefekturen Nomós Zakýnthou och regionen Joniska öarna, i den sydvästra delen av landet, 270 km väster om huvudstaden Aten. Orthoniaí ligger 492 meter över havet och antalet invånare är 222. Den ligger på ön Zakynthos.
Terrängen runt Orthoniaí är kuperad. Havet är nära Orthoniaí åt nordost. Närmaste större samhälle är Zákynthos, 19,4 km öster om Orthoniaí. == Kommentarer ==
1. ↑  Framräknat ur höjduppgifter (DEM 3") från Viewfinder Panoramas.[2] Mer om algoritmen finns här: Användare:Lsjbot/Algoritmer.
2. ↑  Framräknat ur variansen i alla höjduppgifter (DEM 3") från Viewfinder Panoramas, inom 10 km radie.[2] Mer om algoritmen finns här: Användare:Lsjbot/Algoritmer.